# Litevská armáda

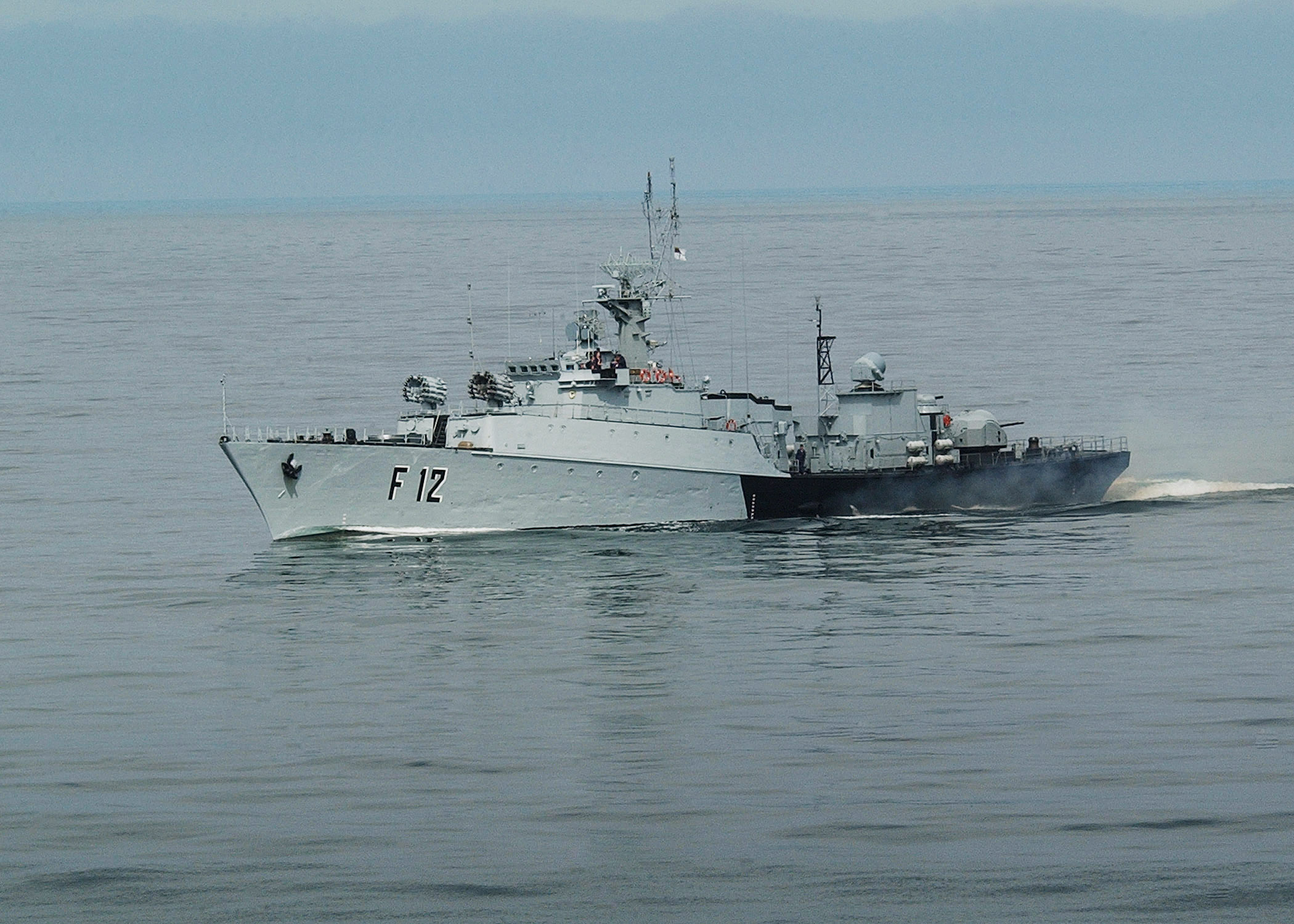
Korveta LNS Aukštaitis litevského námořnictva

Litevská armáda (litevsky Lietuvos ginkluotosios pajėgos) jsou ozbrojené síly Litvy. Je podřízena litevskému ministerstvu obrany, jejím vrchním velitelem v případě války je podle ústavy litevský prezident.[zdroj?]
Od roku 2004 je litevská armáda součástí NATO. Má přibližně 15 000 příslušníků (z toho asi 2400 civilních zaměstnanců) a zálohu tvoří 100 000 rezervistů.
Litevská armáda se dělí na:
- pozemní síly
- letectvo
- námořnictvo

## Historie
V lednu 1923 obsadili Litevci přístav Klaipėda. V roce 1940 byla Litva připojena k Sovětskému svazu. Za druhé světové války bylo území Litvy okupováno Německem. V roce 1944 bylo území Litvy znovu okupováno jednotkami Sovětského svazu. Pod nadvládou SSSR zůstala Litva až do Gorbačovovy perestrojky a prohlášení nezávislosti po neúspěšném pokusu o převrat ruskými konzervativními komunisty potlačeným Borisem Jelcinem v roce 1991.[zdroj?]